# Ред и закон: Одељење за специјалне жртве (15. сезона)
Петнаеста сезона серије Ред и закон: Одељење за специјалне жртве је премијерно емитована на каналу НБЦ од 25. септембра 2013. године до 21. маја 2014. године и броји 24 епизоде.

## Опис
Ред и закон: Одељење за специјалне жртве је 26. априла 2013. обновљен за петнаесту сезону која се састоји од 24 епизоде. Чланица глвне поставе Мариска Харгитеј (детективка Оливија Бенсон) открила је 25. маја 2013. да је њен уговор обновљен за предстојећу сезону. Ајс Ти (детектив Фин Тутуола) је објавио на Твитеру да је снимање петнаесте сезоне почело 24. јула 2013.
У августу 2013. Лајт је открио да ће се прича почетка петнаесте сезоне наставити тамо где се завршила претходна сезона са неком високом драмом посебно за Бенсонову: „Оливија ће се суочити са Луисом... Њен лик има невероватно саосећање према другима, а ипак јој је тешко да брине о себи. Ово је сезона у којој је причала о разговору са другима, али до сада није морала“.

## Глумачка постава

### Повратак глумаца и ликова
Дана 12. јула 2013. објављено је да ће Раул Еспарза бити унапређен у главну поставу као ПОТ Рафаел Барба током ове сезоне. Еспарза је тумачиоо Барбу епизодно током четрнаесте сезоне серије. На промоцији, извршни продуцент ОСЖ-а и директор серије Ворен Лајт је рекао: „Додавање [Еспарзе] у главну поставу серије је мали начин да се ода признање његовом огромном доприносу нашој серији“. Барба је први редовни ПОТ у серији после Александре Кабот (Стефани Марч) у једанаестој сезони.
Дана 2. октобра 2013. објављено је да ће се бродвејска глумица Џесика Филипс вратити у серију како би поново тумачила улогу ПОТ Пипе Кокс. Филипсова је раније гостовала као ПОТ Коксова у епизодии „Рођени психопата“ у четрнаестој сезони.

### Одласци глумаца
Дана 27. септембра 2013. објављено је да ће Ричард Белзер (наредник Џон Манч) напустити главну поставу у петој епизоди „Прича о Земљи чуда“. Прича је показала да се Манч повлачи из Одељења за специјалне жртве након 15 година како би постао посебни истражитељ окружног тужилаштва, што је том лику омогућило да се и убудуће појављује у серији. Белзер, један од чланова изворне главне поставе серије, укупно је тумачио Манча 20 година, прво у главној постави серије Убиства: Живот на улици (1993–99) и касније у ОСЖ-у, а такође је гостовао и у другим сродницима серије Ред и закон.
Дана 10. децембра 2013, објављено је да ће Ден Флорек (капетан Доналд Крејген) напустити ОСЖ после епизоде емитоване у јануару 2014. Прича је откривена у епизоди „Унутрашња контрола“, у којој он открива Бенсоновој (Харгитејева) да као и Манч, и њему су одбројани дани у ОСЖ-у, јер се приближава старосној граници обавезног пензионисања. Као и Белзер, Флорек је био један од чланова изворне главне поставе серије, глумећи Крејгена петнаест узастопних сезона. Флорек је био последња веза са изворном серијом Ред и закон у којој је глумио капетана Крејгена у прве три сезоне (1990–93), а после је гостовао у каснијим сезонама и појавио се у филму Изгнан: Филм Ред и закон (1998).

## Улоге

### Главне
- Мариска Харгитеј као Оливија Бенсон
- Дени Пино као Ник Амаро
- Кели Гидиш као Аманда Ролинс
- Ричард Белзер као Џон Манч (Епизоде 1-5)
- Ајс Ти као Фин Тутуола
- Раул Еспарза као ПОТ Рафаел Барба
- Ден Флорек као Дон Крејген (Епизоде 1-11)

### Епизодне
- Ричард Белзер као Џон Манч (Епизода 24)
- Б. Д. Вонг као др. Џорџ Хуанг (Епизода 23)
- Тамара Тјуни као др. Мелинда Ворнер (Епизоде 3, 9, 18, 21)

## Епизоде
| Бр. у серији | Бр. у сезони | Наслов                        | Редитељ          | Сценариста                                                                        | Премијерно емитовање | Прод. код | Гледаоци у САД (милиони) |
| --- | ------------ | ----------------------------- | ---------------- | --------------------------------------------------------------------------------- | -------------------- | --------- | ------------------------ |
| 320 | 1            | "Предаја Бенсонове (2. део)"  | Мајкл Словис     | Ворен Лајт и Џули Мартин                                                          | 25. септембар 2013.  | 1501      | 9.58                     |
| Сати се претварају у дане, а без вести од детективки Бенсон, Одељење за специјалне жртве предузима драстичне мере да пронађе њу и њеног отмичара Вилијама Луиса. Док се Бенсонова бори за живот, њена екипа прати траг жртава убистава и силовања широм Дугог острва што их наводи на страх да би могло бити прекасно. |              |                               |                  |                                                                                   |                      |           |                          |
| 321 | 2            | "Заробљени животи"            | Мајкл Словис     | Џули Мартин и Ворен Лајт                                                          | 25. септембар 2013.  | 1502      | 9.58                     |
| Баш када се Бенсонова вратила са свог двомесечног одсуства, напуштено дете на Временском тргу води ОСЖ до још жртава у подруму куће. Док раде на решавању деценију старог случаја, Бенсонова покушава да докаже себи да је спремна да се врати на посао, упркос резервама капетана Крејгена и њеног новог терапеута др. Линдстрома. |              |                               |                  |                                                                                   |                      |           |                          |
| 322 | 3            | "Америчка трагедија"          | Фред Бернер      | Синопсис: Ворен Лајт и Џули Мартин Сценарио: Џил Ебинати                          | 2. октобар 2013.     | 1503      | 6.85                     |
| Када је низ силовања довеo екипу ОСЖ-a и град у стање високе приправности, славна куварица се уплашилa да је она следећа жртва и убила је момка у пубертету са капуљачом у самоодбрани. Случај је прерастао у суђење за убиство због родне мржње због чега се повећао притисак на ПОТ Барбу да добије осуду. |              |                               |                  |                                                                                   |                      |           |                          |
| 323 | 4            | "Унутрашња контрола"          | Џин де Сегонзек  | Кевин Фокс                                                                        | 9. октобар 2013.     | 1504      | 6.31                     |
| Када је полицајка смештена на психијатријско одељење пошто је оптужила своју испоставу за сексуално недолично понашање, поруник БУК-а Такер тражи од ОСЖ-а да води његову истрагу. Такер је убацио Брајана Кесидија на тајни задатак у тој испостави и понудио му прилику да поврати значку. Пошто ОСЖ прати сваки Кесидијев покрет, схватају да би могао бити у озбиљној опасности. |              |                               |                  |                                                                                   |                      |           |                          |
| 324 | 5            | "Прича из Земље чуда"         | Џенифер Гецинџер | Синопсис: Ворен Лајт и Џули Мартин Сценарио: Ед Зукерман и Лоренс Каплов          | 16. октобар 2013.    | 1505      | 7.48                     |
| Након ноћне забаве, жртва силовања тражи помоћ од Бенсонове пошто верује да је поново силована. Потрага за њеним нападачем води детективе у свет подземних забава и кибер могула који напада рањиве девојке. У међувремену, ОСЖ се окупља да прослави одлазак у пензију наредника Манча. |              |                               |                  |                                                                                   |                      |           |                          |
| 325 | 6            | "Октобарска изненађења"       | Питер Вернер     | Синопсис Питер Блонер и Ворен Лајт Сценарио: Питер Блонер                         | 23. октобар 2013.    | 1506      | 5.53                     |
| Када је Барбин пријатељ из детињства ухапшен због покушаја силовања, његова веза са Алексом Муњозом, кандидатом за градоначелника, доводи му кампању у опасност. Када је тајна истрага открила даље недолично понашање од стране Муњоза, детектив Амаро и екипа ОСЖ-а се питају да ли Барба може да остави по страни лична осећања како би кривично гонио човека који му је био идол. |              |                               |                  |                                                                                   |                      |           |                          |
| 326 | 7            | "Нескладни гласови"           | Алекс Чепл       | Џон П. Рох                                                                        | 6. новембар 2013.    | 1507      | 5.65                     |
| Популарни певачки тренер и телевизијска личност оптужен је за сексуално злостављање од стране четворогодишњег ученика у престижној приватној школи. Док детективка Ролинс подстиче екипу да човеку пружи корист од сумње, Бенсонина истрага открива осуђујуће доказе и јавља се још жртава. |              |                               |                  |                                                                                   |                      |           |                          |
| 327 | 8            | "Војна правда"                | Том ДиСило       | Лоренс Каплов                                                                     | 13. новембар 2013.   | 1508      | 6.16                     |
| Службеница обалске страже је заустављена због вожње под дејством алкохола док је била на одсуству у Њујорку, али полицајац који ју је ухапсио зове ОСЖ јер изгледа да је она силована. Детективи откривају скупину полицајаца у њеној јединици као осумњичене, али њен надређени омета истрагу. Када је Амаро замоли своју бившу жену да ископа податке, он је угрозио Барбин случај. |              |                               |                  |                                                                                   |                      |           |                          |
| 328 | 9            | "Неименовани силоватељ"       | Стив Шил         | Џули Мартин и Ворен Лајт                                                          | 20. новембар 2013.   | 1509      | 5.97                     |
| Ролинсина пријатељица са састанка Анонимних коцкара тврди да ју је силовао љубавник, али је случај тешко доказати. Ствари се додатно усложују када се догодило убиство, а Ролинсова се упетљала између своје екипе и некога за кога је мислила да јој је пријатељ. Када је Барба био приморан да открије нешто из Ролинсиног личног живота на суду, показало се да је то било превише за њу. У међувремену, Бенсонова најављује своје унапређење у наредницу, а Кесиди је враћен у детектива. |              |                               |                  |                                                                                   |                      |           |                          |
| 329 | 10           | "Психопата терапеут (3. део)" | Мајкл Словис     | Ворен Лајт и Џули Мартин                                                          | 8. јануар 2014.      | 1510      | 8.81                     |
| Суђење низном силоватељу Вилијаму Луису поново доводи Бенсонову лице у лице са њеним нападачем, а секирација због проживљавања напада изазива неуспехе у њеном опоравку. Док Луис покушава све трикове у књизи, укључујући и самозаступање на суђењу, Бенсонова је приморана да открије тајне које је чувала о свом нападу. Четири месеца након суђења, Луис глуми да је повређен да би побегао из затвора. |              |                               |                  |                                                                                   |                      |           |                          |
| 330 | 11           | "Амарово Један-осамдесет"     | Ник Гомез        | Синопсис: Кевин Фокс Сценарио: Ворен Лајт и Џули Мартин                           | 15. јануар 2014.     | 1511      | 5.44                     |
| Када су отишли са вечере код Бенсонове, Амаро и Ролинсова су били сведоци потере полицајаца за осумњиченим растурачем дроге. Сукоб доводи до пуцњаве и пубертетлија је тешко рањен. Када су докази довели до потресног открића, екипа ОСЖ-а се бори да спречи поручника БУК-а Такера и недавно додељеног детектива Кесидија од пребрзих закључака. Док случај постаје јавни спектакл, посебни тужилац Дерек Страус тражи подизање оптужнице за велику пороту и Амаро почиње да се пита да ли је борба за његову значку најбоља за његову породицу. У међувремену, Крејген најављује одлазак у пензију. |              |                               |                  |                                                                                   |                      |           |                          |
| 331 | 12           | "Слом у Џерзију"              | Џонатан Херон    | Синопсис: Селин К. Робинсон Сценарио: Џули Мартин и Селин К. Робинсон             | 22. јануар 2014.     | 1512      | 6.68                     |
| Када је малолетна бегунка пронађена претучена и силована, девојка доводи ОСЖ до власника стриптиз клуба који пориче било какву неправду. Када је полиција у Новом Џерзију ухапсила девојку, Барба позива помоћницу америчког тужиоца Кони Рубирозу у помоћ. Али када Барба и Рубироза нису успели да добију помоћ која им је потребна од полиције из Џерзију, ОСЖ почиње да сумња у заташкавање у тужилаштву округа Хадсон. |              |                               |                  |                                                                                   |                      |           |                          |
| 332 | 13           | "Издајников климакс"          | Холи Дејл        | Џил Ебинати                                                                       | 29. јануар 2014.     | 1513      | 7.59                     |
| Детективи реагују на сумњу на отмицу 16-годишње девојке, а отац упире прстом у њеног дечка за којег детективи откривају да је део месне багре. Када је девојка пронађена током покушаја самоубиства, она открива да је групно силована док је њен дечко био приморан да гледа и да је на жалост доживела вишеструке оргазме током напада. Пошто се девојка плаши да сведочи, а дечко одбија да помогне у истрази, Амаро проналази доказе да је багра одговорна за више од самог напада. |              |                               |                  |                                                                                   |                      |           |                          |
| 333 | 14           | "Дете среде"                  | Лора Белси       | Синопсис: Питер Бонер Сценарио: Питер Блонер и Ворен Лајт                         | 5. фебруар 2014.     | 1514      | 6.24                     |
| Када је отац открио да му је син нестао из кревета, детективи сумњају да је дечак одлутао сам због проблема у понашању. Потрага постаје хитнија јер је дечакова инсулинска пумпа остала празна, а опасан злочиначки пар је уочен са дечаком. Пошто је дечак још увек нестао, детективи покушавају да окрену жену против њеног мужа. |              |                               |                  |                                                                                   |                      |           |                          |
| 334 | 15           | "Комичне настраности"         | Алекс Чепл       | Синопис: Брајана Јелен Сценарио: Брајана Јелен, Џули Мартин и Ворен Лајт          | 26. фебруар 2014.    | 1515      | 7.78                     |
| Када је студент нападнут након протеста против комичара који се шали на рачун силовања, Барба говори ОСЖ-у да не могу да хапсе комичара само на основу његових речи. Када је друга студенткиња оптужила комичара за силовање, Бенсонова брзо хапси комичара, дајући Барби тежак случај, посредан, што га тера да прозове Бенсонову због хапшења. У међувремену, детективка из Чикага Ерин Линдзи долази на Менхетн да замоли ОСЖ за помоћ. |              |                               |                  |                                                                                   |                      |           |                          |
| 335 | 16           | "Војникиња иза решетака"      | Џин де Сегонзек  | Синопсис: Џон П. Рох Сценарио: Џон П. Рох и Џули Мартин                           | 5. март 2014.        | 1516      | 6.01                     |
| Када је средњошколска фудбалска звезда нестала у Њујорку, његов ујак тражи помоћ од Ролинсове која му је пријатељица из родног града. Када је Ролинвоса пронашла дечака у затвору, она почиње да сумња да је он жртва окрутне шале фудбалске екипе Универзитета "Хадсон". Иако у почетку оклева да пусти истрагу да се настави, Бенсонова дозвољава Амару и Ролинсовој да погледају културу екипе која открива неколико жртава злостављања, предрасуда и подметања. |              |                               |                  |                                                                                   |                      |           |                          |
| 336 | 17           | "Коцкарски дуг"               | Алекс Чепл       | Синопсис: Џули Мартин и Ворен Лајт Сценарио: Кевин Фокс                           | 12. март 2014.       | 1517      | 6.28                     |
| Када је коцкарска зависност Ролинсову одвела у клуб где се ради на црно, конобарица је дојавила менаџерима клуба да је она полицајка. Ролинсова склапа договор са менаџерима како би њена илегална активност нестала, али када њен дуг није плаћен по њиховом укусу, она бива умешана у незамислив злочин што приморава Бенсонову и детектива Тутуолу да посумњају у њену кривицу. |              |                               |                  |                                                                                   |                      |           |                          |
| 337 | 18           | "Злочиначке приче"            | Мариска Харгитеј | Синопис: Питер Блонер Сценарио: Ворен Лајт и Џули Мартин                          | 19. март 2014.       | 1518      | 5.82                     |
| Познатом новинару Џимију Макартурудат је поглед изнутра на ОСЖ како би профилисао њихову нову надређену, наредницу Бенсон. Када је млада муслиманка силована, он се меша у истрагу и злочин проглашава преваром. Пошто је жртва изложена јавном надзору, Бенсонова и Барба се боре да задрже случај на чврстом тлу и добију пресуду. |              |                               |                  |                                                                                   |                      |           |                          |
| 338 | 19           | "Преузето дете"               | Адам Бернштајн   | Синопсис: Џил Ебинати Сценарио: Џули Мартин и Ворен Лајт                          | 2. април 2014.       | 1519      | 5.90                     |
| Када је мајка одбила да дозволи било коме да се брине о њеној ћерки, она оставља дете данима само код куће. Мајчин страх од мушкараца наводи Бенсонову на сумњу да је и сама била жртва. Уз помоћ др. Линдстрома, она опоравља потиснута сећања из детињства на насиље, силовање и занемаривање. У међувремену, Бенсонова прекида везу са Кесидијем када је схватила да им животи иду у различитим правцима. |              |                               |                  |                                                                                   |                      |           |                          |
| 339 | 20           | "Опседнутост звери (4. део)"  | Стив Шил         | Ворен Лајт и Џули Мартин                                                          | 9. април 2014.       | 1520      | 7.41                     |
| Вилијам Луис бежи из затвора и почиње још један убиствени поход. СУП уклања Бенсонову са места надређеног ОСЖ-а Менхетна и додељује поручнику Деклану Марфију да води потеру за мучитељским убицом. Бенсонова добија 24-часовно обезбеђење и даје му упутства да остане у испостави, али када је Луис отео једну младу девојку, Бенсонова је приморана да одлучи колико је спремна да жртвује да би спасила живот детета. |              |                               |                  |                                                                                   |                      |           |                          |
| 340 | 21           | "Посмртни блуз (5. део)"      | Мајкл Словис     | Џули Мартин и Ворен Лајт                                                          | 30. април 2014.      | 1521      | 6.20                     |
| Бенсонова је спашена од стране екипе неколико тренутака након Луисовог последњег чина, а истрага поручника БУК-а Такера сматра се неубедљивом у вези Бенсониних поступака. Када је бруклиншко тужилаштво које предводи ПОТ Страус сазвало велику пороту да истражи њене поступке, Бенсонине муке се настављају и она мора да бира између своје значке и својих уверења. |              |                               |                  |                                                                                   |                      |           |                          |
| 341 | 22           | "Основана сумња"              | Алекс Чепл       | Кевин Фокс и Роберт Брукс Кохен                                                   | 7. мај 2014.         | 1522      | 5.34                     |
| Екипа ОСЖ-а истражује познатог телевизијског продуцента Френка Медокса кога оптужују да је злостављао своју осмогодишњу ћерку. Његова отуђена супруга жели да зна истину, али када је одбила да сарађује са властима, детективи сумњају да је то била варка да придобије наклоност јавности. Како је Медокс верен са млађом сестром своје бивше жене, Бенсонова се бори да помогне детету усред медијског циркуса. |              |                               |                  |                                                                                   |                      |           |                          |
| 342 | 23           | "Смисао злочина (1. део)"     | Адам Бернштајн   | Синопсис: Питер Блонер Сценарио: Питер Блонер, Џули Мартин и Ворен Лајт           | 14. мај 2014.        | 1523      | 5.42                     |
| Марфи предводи екипу у тајној операцији усмереној на сексуалне преступнике и убрзо откривају цењеног фотографа Сајмона Вилкса чије су маштарије можда прешле границу стварности на рачун детета. Након ужасног открића, детективи гурају Барбу да изнесе тежак случај на суд. |              |                               |                  |                                                                                   |                      |           |                          |
| 343 | 24           | "Буђење пролећа (2. део)"     | Ноберто Барба    | Синопсис: Ворен Лајт и Џули Мартин Сценарио: Ворен Лајт, Џули Мартин и Кевин Фокс | 21. мај 2014.        | 1524      | 6.39                     |
| Тужилаштво оптужује Амара пошто је напао Сајмона Вилкса док није био на дужности, а Манч се враћа да му пружи преко потребан савет. У међувремену, екипа истражује низ силовања и пљачки туриста мушкараца, а Марфи води још један тајни задатак. Када је пар ухапшен као осумњичени, откривено је да жена има изненађујућу везу са НН дететом, чија саслушања о старатељству и даље одвлаче пажњу Бенсоновој. |              |                               |                  |                                                                                   |                      |           |                          |